# Tempelj
Têmpelj je objekt v katerem se odvijajo predvsem verski ali duhovni obredi. Templje kulture obravnavajo za svete, zanje pa naj bi skrbel duhovnik oziroma svečenik. Tempelj pozna veliko kultur npr: stari Egipčani, Rimljani, stari Grki, Judje, budisti, hinduisti in drugi.
Tempelj (latinsko: templum) je ime objektov, ki so služili v mnogih religijah kot svetišče vse od neolitika. Gradnja templjev se je začela že v mlajši kameni dobi in postala intenzivnejša v bakreni in bronasti dobi. Nastanek velikih templjev, zgrajenih iz trajnih materijalov kot je kamen ali opeka, velja za prve dosežke civilizacij. Templji so se začeli pojavljati v  večjih naseljih in mestih jugozahodne Azije (Bližnji vzhod) od 6. tisočletju pr. n. št. Novejše raziskave v kraju Göbekli Tepe so ta podatek postavile v 10. tisočletje pr. n. št.
Najstarejše stavbe, katere so uporabljali kot tempelj so:
- Göbekli Tepe [1] (iz okoli 9600 pr. n. št.)
- Okoli leta 1990, blizu mesta Nabta v Sahari najdeni  ostanki kamnite zgradbe iz okoli 5000 do 4500 pr. n. št. in
- malteški templji (iz 3800 pr. n. št.).

Izhajajoč iz osnovnega pomena latinske besede templum (v etruščanski in rimski religiji), je bilo na začetku ni nič več kot od profanega okrožja omejeno območje, v katerem so opazovali in interpretirali ptice med letom in druge znake, ki so jih izvajale. V antični grški veroizpovedi, je bil tempelj sedež idola, medtem ko so čaščenje Boga in obred žrtvovanja izvajali na prostem, na oltarju, ki je bil tudi omenjen kot sveti prostor.
Tempelj je na različne načine vpleten v verski sistem. Vizualni vidik sprva ni bil v ospredju. Tempelj je bil kraj, kjer so izvajali ritual v imenu ali za vernike. V nekaterih kulturah tempelj predstavlja kozmos kot tak. Templji se pogosto obravnavajo kot bivališče bogov. Če pogledaš na goro, kot je bil sedež bogov Olimp, so bili tudi templji v nekaterih primerih tako oblikovani (piramida, Zigurat). Sveto območje je vedno ločeno od profanega prostora; tempelj lahko nekateri bogovi pridržijo ali ga razdelijo na več področij.
V mnogih urbanih kulturah je tempelj osrednja struktura in oblikuje prostor. Poleg verskega pomena templja, je ta še posebej velik v kulturi, pa tudi v gospodarstvu. Zavodi za usposabljanje so pogosto vezani na tempelj.

## Hindujski tempelj
Imenujejo ga tudi z drugimi imeni kot so mandir ali mandira, ambalam, kavu, koil ali kovil, déul, raul, devasthana in devalaya, odvisno od regije na indijski podcelini in lokalnega jezika.
Yamunotri tempelj je svetišče posvečeno boginji Yamuna; je eno izmed najbolj svetih templjev v hinduizmu in del Chota Char Dham Yatra, datira okoli 1.000 pred našim štetjem .
Hindujski templji so veliki in imajo veličastno in bogato zgodovino. Nekateri sežejo v bronasto dobo in kasnejšo civilizacijo doline Inda. V današnjih časih so bili zgrajeni veličastni hindujski templji v različnih državah po svetu. Gopuram je monumentalni stolp, običajno bogato okrašen, ob vhodu v kateri koli tempelj, še posebej v južni Indiji, ki predstavlja pomembno značilnost Koil (kraljeva hiša), hindujski templji v dravidskem slogu. Po površini so prekriti s kalasam, trebušasto kamnito fialo in delujejo kot prehod skozi stene, ki obkrožajo tempeljski kompleks.

## Budistični tempelj
Med religijami, ki imajo templje kot svetišča, je del budizma, ki vključuje tudi Zen, Tantra (-izem) in Lamaizem. V budizmu je izraz tempelj tesno povezan s samostanom in ni vedno jasno ločen.
Budistični templji vključujejo strukture, imenovane stupa, vat in pagoda v različnih regijah in jezikih. Lahko vsebuje dvorano za meditacijo, ki gosti Buddharupo ali podobo Bude, kot predmet koncentracije in čaščenja med meditacijo. Kupolaste strukture stup se uporabljajo tudi v obredu obhoda, imenovanem Pradakšina.
Templji v budizmu predstavljajo čisto zemljo ali čisto okolje Bude. Tradicionalni budistični templji so zasnovani tako, da navdihujejo notranji in zunanji mir.
Ritual, ki se pogosto odvija v templjih, je Puja, obred molitve v čast Bude. Čeprav so dim, rože, hrana in podobno bolj uporabljajo za  darovanje, je Buda zavračal (velike) žrtve kot nesmiselne. Zato je treba razumeti, da z dobrimi deli (npr. darovanje menihom) pridobiš prednost, ki dobro vpliva na lastno srečo.
Templji je lahko zelo različni, odvisno od šole in kulture. Tako so znani po svojih jamskih templjih, na primer Indija in Šrilanka. Budistične templji po svetu so prilagojeni lokalnim klimatskim in kulturnim potrebam.
Za boljše razlikovanje budističnih templjev na Japonskem je postala norma za verske objekte izraz svetišče za šintoistično svetišče, čeprav ni bistvene razlike med religijama.

## Džain tempelj
Džain tempelj je kraj čaščenja privržencev džainizma in živijo pretežno v Indiji. Nekateri znani džain templji so Šikharji, Palitana džain in Ranakpur džain templji, Šravan Belgola, Dilvara templji in Lal Mandir. Džain templji so zgrajeni v različnih arhitekturnih oblikah. V severni Indiji so popolnoma drugačni od templjev v južni Indiji, ki pa se precej razlikujejo od džain templjev v zahodni Indiji. Pred templjem pogosto stoji steber Manastambha (stolp časti).

## Mezopotamski tempelj
Tempelj je bil v Mezopotamiji namenjen čaščenju kulta boga ali božanstev v verovanju mezopotamskih prebivalcev. Na tem območju je v daljšem časovnem obdobju živelo več civilizacij: Sumerija, Akadsko kraljestvo, Asirci, Babilon in druge. Najpogostejša tempeljska arhitektura je struktura iz na soncu sušene opeke, ki so jo imenovali zigurat. Ima obliko stopničaste piramide z ravno zgornjo teraso, na kateri je bilo svetišče ali tempelj.

## Egipčanski tempelj
Staroegipčanski templji so bili mišljeni kot kraji za bogove, ki so prebivali na zemlji. Izraz so Egipčani najpogosteje uporabljali za opisovanje tempeljske stavbe ḥwt-nṯr, kar pomeni "dvorec (ali prostora) za boga". Prisotnost boga v templju je povezan s človeškim in božanskim kraljestvom in dovoljenjem človeku da se primerja z bogom skozi ritual. Ti obredi so vzdrževali boga in dovolili človeku igrati njegovo pravo vlogo na zemlji. Zato so bili ključni del vzdrževanja maat, idealnega reda narave in človeške družbe v egiptovski stvarnosti. Vzdrževanje maat je bil celoten namen egipčanske religije in temu je bil namenjen tempelj. Templji so imeli v egiptovski družbi tudi gospodarski pomen. Templji so hranili in prerazporedi žito in bili lastniki velikega dela obdelovalnih površin (po nekaterih ocenah kar za 33% v obdobju Novega kraljestva) .
Veliko egipčanskih templjev je imelo tristopenjski tloris (linearna ureditev treh prostorov, ki se gibljejo od javnosti do zasebnosti). Prvi prostor je bila predsoba ali sprejemna soba, iz katere je bil delno oviran pogled na drug prostor: dvorano ali hipostil. Ta osrednja dvorana je bila najlepša in najbolj pomembna. Strop je bil običajno precej višji kot v sosednji sobi in je imela nadstropna okna. Lahkotnost in obseg tega osrednjega prostora je služila pripravi gosta od sprejemnice do tretjega območja, ki je bil najtemnejši, najmanjši in najbolj zaseben prostor v tlorisu. Tretji prostor je bilo svetišče ali bivalni prostor, vse glede na funkcijo objekta.

## Grški tempelj
Grški tempelj (grško ὅ ναός - stanovanje, vsebina se ne sme enačiti z latinskim templum - temptlj) je bil prvotno kultna podoba stavbe grškega svetišča. Ker so čaščenje Boga, kakor tudi žrtvovanje potekala na prostem, je bil namenjen posvečenim darovom ali obrednim predmetom. Torej tempelj ni bil nujno del grškega svetišča. Bil je najbolj pomembna in najbolj razširjena vrsta stavbe v grški arhitekturi.
V nekaj stoletjih so Grki razvili tempelj iz majhne zgradbe v 9. in 8. st. pr. n. št. do monumentalne stavbe z dvojnim portikom v 6. st. pr. n. št., ki je dosegla višino nekaj več kot 20 metrov brez strehe. Za oblikovanje so uporabili slikovite reliefne arhitekturne elemente dorskega in jonskega reda, ki se mu je do konca 3. stoletja pridružil korintski slog. Razvili so različne možnosti tlorisnih rešitev. Grški tempelj je bil projektiran in zgrajen glede na spodnji premer stebrov ali dimenzij baze. Optični izboljšave so rešile togost, kar je posledica skoraj matematičnega oblikovanja. Nekateri danes še vedno menijo, da so bili grški templji pobarvani, z bogato rdečo in modro, prevladujoča je bila bela. Izjemno bogato in dovršeno oblikovani templji so imeli figurativne okraske v obliki reliefov in figur v zatrepu. Templje so gradila mesta in upravljavci svetišč, redkeje tudi posamezniki, predvsem helenistični vladarji, ki so bili tudi lastniki in ustanovitelji.

## Rimski tempelj
Rimska tempeljski arhitekturni slog je bil izpeljan iz etruščanskega modela. Etruščani so z avtohtonimi Italijani tekmovali in vrhunec dosegli v sedmem stoletju pred našim štetjem. Po drugi strani pa so se Etruščani v svoje templje sprejeli tudi druge sloge, od katerih je imela grška arhitektura glavni vpliv. Zato so bili rimski templji prepoznavni, hkrati pa so bazirali na obeh, etruščanskem in grškem slogu.
Rimski tempelj je imel poudarjeno predstavbo, ki je bila sestavljena iz predprostora s stebri ali peristila (tudi pronaos). Imel je pravokotni tloris ter stopnišče na ožji strani. Za predprostorom je bila običajno tridelna notranja Cela. Celota je pokrita z ravno streho iz glinenih ploščic. To se razlikuje od grškega modela, ki ima enak poudarek okoli templja, da je bil nanj možen dostop iz vseh smeri. Dobro ohranjen primer iz avgustovskega obdobja je Maison Carree v Nîmesu.

## Poganski tempelj
Rimljani so svetem mestu poganskega vere rekli fanum. V nekaterih primerih je bil to sveti gaj, v drugih tempelj. Srednjeveški latinski pisatelji uporabljajo tudi besedo templum. V nekaterih primerih je težko ugotoviti, ali je bila to stavba ali zunanje svetišče. Za tempeljske stavbe germanskih poganov se pogosto uporablja staronordijski izraz hof.

## Zoroastrski tempelj
Zoroastrski templji se lahko imenujejo tudi darb-e meh in Atashkadeh. Ognjeni tempelj v zaratustrstvu je kraj čaščenja. Zoroastrijanci so cenili ogenj v kateri koli obliki. Ogenj (Atar), skupaj s čisto vodo (Aban), sta sredstvi obredne čistosti. Čist, bel "pepel za očiščenje se šteje kot osnova obrednega življenja", kateri "so v bistvu obredi nege domačega ognja, za tempelj ognja pa je to ognjišče postavljeno za novo slovesnost".

## Sikovski tempelj
Sikovski tempelj se imenuje Gurdwara, dobesedno vhod za guruja. Njegov najpomembnejši element je prisotnost guruja, Guru Granth Sahib (osrednje versko besedilo Sikizma, ki ga Siki štejejo za vladarja Guru religije). Gurdwara ima vhod iz vseh strani, kar pomeni, da so odprti za vse, brez kakršnega koli razlikovanja kdo je kdo. Gurdwara ima Darbar Sahib (glavna dvorana, kjer sveto besedilo stoji na vzvišenem mestu), kjer je Guru Granth Sahib in Langar (skupna kuhinja), kjer lahko ljudje, ne glede na status, jedo brezplačno hrano. Gurdwara ima lahko tudi knjižnico, vrtec in učilnico. Gurdwaro je mogoče opaziti že od daleč zaradi visokih drogov, ki nosijo Nishan Sahib, to je Sikovsko zastavo.

## Izraelsko svetišče
Strogi judovski monoteizem zase trdi, da je edini, ki se imenuje tempelj, posvečen Bogu, to je tisti v Jeruzalemu; običajna mesta za bogoslužje imenujejo sinagoga.
Najstarejše izraelsko svetišče je bil "šotor srečanja", tudi Mishkan ali Tabernakelj, poročajo v hebrejskem Svetem pismu. Prvi kamnit Salomonov tempelj je bil zgrajen okoli 950 pred našim štetjem. Ko ga je leta 586 pred našim štetjem uničil Nebukadnezar II., je drugi tempelj zgradil Zerubabel leta 515 pred našim štetjem. Po njegovem preoblikovanju in širitvi Heroda Velikega, je bil imenovan tudi Herodov tempelj. Judovski templji so se razlikovali od templjev klasične antike, saj so imeli velike atrije z oltarjem za žgalno daritev in veliko členjenih stavb z večnadstropnimi apartmaji. Herodovo svetišče na Tempeljski gori v Jeruzalemu je bilo uničeno leta 70, ko se je rodil Kristus v času vladanja rimskega cesarja Vespazijana. Danes stoji na Tempeljskem hribu muslimanska Kupola na skali, z zlato kupolo in mošeja Al-Aqsa.
Edinstven model iz baročne dobe je več kot 12 kvadratnih metrov velik lesen model Salomonovega templja, ki je bil zgrajen v letih 1680-1692 v Dresdnu. Od leta 1734, je bil model razstavljen v Wallpavillon v Dresden Zwinger, skupaj z drugimi židovskimi spisi in ga je tam mogoče videti šele od leta 1830. Preko različnih obvozov je okoli konca 19. stoletja prišel v Hamburg in je zdaj v Muzeju hamburške zgodovine. Za ta model sta Michael Korey in Thomas Ketelsen leta 2010 v nemškem Kunstferlag založila knjigo z naslovom Fragmenti spomina. Salomonov tempelj v Dresdner Zwinger.
Grška beseda sinagoga se je začela uporabljati za opisovanje judovskih verskih objektov v helenističnih časih in skupaj z jidiš izrazom shul in izvirnim hebrejskim izrazom Bet kneset ("hiša za sestanke"), so nastali pogoji za večino univerzalno uporabo.
Od začetka devetnajstega stoletja se je beseda "tempelj" začela uporabljati za judovske hiše čaščenja skoraj izključno pri privržencih judovskih reform, najprej v Nemčiji, nato pa v drugih državah, zlasti v Združenih državah Amerike, kot v Temple Beth-El. Pravoslavno judovstvo meni, da ta uporaba neprimerna, saj ne upošteva sinagoge kot zamenjave za tempelj v Jeruzalemu (tam so bili lokalni obredi od časa obstoja templja, na primer tisti, ki jih je mogoče videti v Masadi).

## Krščanski tempelj
Beseda tempelj se je tradicionalno redko uporabljala v zahodni krščanski tradiciji. Glavne besede, ki se običajno uporabljajo za razlikovanje bogoslužnih objektov v zahodni krščanski arhitekturi so bazilika, katedrala in cerkev. Katoliška cerkev je uporabila besedo tempelj za referenčni kraj čaščenja ob redkih priložnostih. Primer je Sagrada Familia Temple v Barceloni v Španiji in Basilique du Sacré-Coeur Temple v Parizu, Francija.
Beseda tempelj, pa se pogosto uporablja v tradiciji vzhodnega krščanstva in predvsem vzhodni pravoslavni cerkvi, kjer sta glavni besedi, ki se uporabljata za hišo čaščenja tempelj in cerkev. Uporaba besede tempelj izhaja iz potrebe po razlikovanju stavbe od cerkve, ki vidi Kristusovo telo. V ruskem jeziku (podobno kot drugih slovanskih jezikih), je beseda za splošno rabo za "cerkev" tserkov, izraz khram (Храм) - "tempelj", se uporablja v zvezi s cerkvijo kot templjem Boga (Khram Bozhy). Besedi "cerkev" in "tempelj" v tem primeru sta medsebojno zamenljivi. vendar pa je izraz "cerkev" (stara grščina: ἐκκλησία) veliko bolj pogosti. Izraz tempelj (starogrško: ναός) se pogosto uporablja za večje cerkve. Nekatere znane cerkve, ki so navedene kot templji so Hagija Sofija (Carigrad), Katedrala svetega Vasilija in katedrala Kristusa Odrešenika (Moskva) ali tempelj svetega Save v Beogradu, Srbija.
V poznem osemnajstem stoletju, po razsvetljenstvu, so nekateri protestanti v Franciji in drugod začeli uporabljati besedo tempelj za razlikovanje teh prostorov od katoliških cerkva. Evangeličanske in druge protestantske cerkve uporabljajo različne izraze za označevanje svoje bogoslužnih prostorov, kot so cerkve, tabernakelj (šotor) ali tempelj. Poleg tega so se nekatere odcepljene katoliške Cerkve, kot je Mariavite na Poljskem odločile, da imenujejo tudi svojo osrednjo cerkveno stavbo kot tempelj, kot je v primeru Tempelj usmiljenja in ljubezni v Płocku.

### Iglesia ni Cristo tempelj
Iglesia ni Cristo je cerkvena stavba, ki služi kot kraj čaščenja in drugih verskih funkcij in je "vozilo za slavljenje Boga." Gre za kulturo in običaje na Filipinih, opisane v knjigi, ki jo je objavila Greenwood Publishing Group, kot objekti, "ki uporabljajo zunanje neogotske stolpe, vertikalne podporne stebre z visokimi ozkimi okni med njimi, zunanje loke in motive rozet, kot tudi stolpiče in fiale". Imajo več vhodov, ki vodijo do glavnega svetišča, kjer moški in ženske sedijo na obeh straneh hodnika nasproti odru, kjer se izvajajo pridige. Kor se nahaja v ozadju podija. V večjih cerkvah se krstilnica nahaja na zadnji strani cerkve. Tako meni Fernando Nakpil-Zialcita, antropolog iz Ateneo de Manila University. Različne fiale predstavljajo "doseg k zvestemu Bogu". Cerkve so začeli graditi v tem slogu v poznih 1940-tih in začetku leta 1950, s prvo betonsko kapelico v Sampaloc, Manila, leta 1948.

### Gibanje Sveti poslednji dan
Na Vseh svetih Dan spomina na mrtve leta 1832, je Joseph Smith, mlajši prejel razodetje za obnovitev prakse tempeljskega čaščenja, v "hiši Gospoda". Kirtland tempelj je bil prvi tempelj gibanja Vseh svetih in edini, dokončan za njegovega življenja, Nauvoo tempelj pa delno končan v času njegove smrti. Razkol izhaja iz nasledstva krize, ki je pripeljala do različnih mnenj o vlogi in uporabi templjev med različnimi skupinami s konkurenčnimi dednimi zahtevki.
Knjiga Mormon, ki verjame v Vseh svetih Dan spomina na mrtve, je spremljevalec knjige svetih spisov z Biblijo, in se nanaša na gradnjo templja v antični Ameriki, skupine ljudi, ki se imenujejo tudi Nefijci. Knjiga Mormon ne govori izrecno o praksah v teh nefijskih templjih, so narejene "po načinu Salomonovega templja" in so služile kot zbirališče za verske in politične dogodke (npr. Moz 1-6; 3. Nefi 11-26).

## Prostozidarski tempelj
Prostozidarstvo je bratsko združenje iz začetkov osemnajstega stoletja, katere članstvo je potekalo skupaj z deljenjem niza moralnih in metafizičnih idealov. Člani tega združenja se združujejo v posameznih enotah - ložah. Lože se sestajajo v prostozidarskem templju, prostozidarskem centru ali prostozidarski dvorani, kot je na primer Freemasons' Hall v Londonu.

## Tempelj v Islamu
Islamski tempelj se v arabščini imenuje mošeja ali masjid, kar pomeni kraj za klečanje (z Bogom). Templji sicer vključujejo zgradbo, simbol ali sliko.

## Drugi
Konvencija omogoča uporabo templja v naslednjih primerih: 
- Bahajski tempelj (tudi Bahá'í hiša čaščenja)  Mashriqu'l-Adhkárs.
- Mankhim, tempelj etnične skupine Rai, ki se nahaja v Aritar, Sikkim.
- Konfucijski tempelj
- Šintoistični ali Jinja tempelj, običajno ga imenujejo svetišče
- Taoistični templji in samostani, se imenujejo guan ali daoguan (道 观, dobesedno "mesto kontemplacije Tao") v kitajščini, guan pa skrajšana različica daoguan.
- Svetišča tradicionalne kitajske ljudske vere se imenujejo miao ali dvorana prednikov.